# آرن بندیکسن
آرن بندیکسن (انگلیسی: Arne Bendiksen; ۱۹ اکتبر ۱۹۲۶ – ۲۶ مارس ۲۰۰۹) خوانندگی، آهنگساز، تهیه‌کننده اهل نروژ بود.